# ديفيد لامونت
ديفيد لامونت (بالإنجليزية: David Lamont)‏ هو سياسي أسترالي، ولد في 24 أغسطس 1953. حزبياً، نشط في حزب العمال الأسترالي.